# 艶男
艶男（アデオス）は、 女性ファッション雑誌『NIKITA』によって造られた、モテる男を意味する造語。“艶”が“姿”との組で「あで」になることから、“男”を「おす」と読ませて造られたもの。アディオス（西:adios さようなら）とは無関係。
『NIKITA』では、この艶男を読者層の女性が積極的に狙うべきターゲットとしている。ちょいわるおやじ、ちょいモテオヤジとほぼ同義語。対義語は艶女（アデージョ）。
艶男（ツヤダン）は、10代後半〜20代前半向けの男性ファッション雑誌『Men's SPIDER』 によって造られた、「ファッショナブルでスタイリッシュな魅力を持つ艶のある男子」を表す造語。上記の「艶男（アデオス）」と漢字は同じだが、読み方が異なる。 